# Les Zèbres

Les Zèbres est une sitcom éducative de 35 épisodes de 13 minutes réalisée par Gilles Bannier et Stéphane Moszkowicz en 1997-1998.
Coproduite par La Cinquième et Trans Europe Film, la série met en scène quatre adolescents d'origines diverses (Tom, Kaba, Laura et Ludo) ainsi que leur ami sculpteur, Antoine. La série est filmée à Blois, principalement dans la cité scolaire Augustin-Thierry.

## Distribution
- Stephan Boucher
- Jacques Brillet de Candé
- Nuckson Jean-Gay
- Caroline Pascal
- Thomas Salsmann

## Critiques
- Marie-Joëlle Gros et Nicolas Santolaria, « Les Zèbres. La Cinquième, 8h45, série. Une voix en or. F2, 21 heures, téléfilm en deux parties. Jacques Dutronc. Canal Jimmy, 20H25, Top à Jacques Dutronc. », Libération,‎ 6 avril 1998 (lire en ligne)
- « Les Zèbres : première sitcom citoyenne », Stratégies Magazine, no 1051,‎ 10 avril 1998 (lire en ligne)
- « Zoom LA T », L'Humanité,‎ 7 avril 1998 (lire en ligne)
- Christine Rigollet, « Les Zèbres », Le Point,‎ 4 avril 1998 (lire en ligne)